# Enbacka och Mora
Enbacka och Mora est une localité de Suède dans la commune de Säter située dans le comté de Dalécarlie.
Sa population était de 1 580 habitants en 2019.